# Nourdin Boukhari
Nourdin Boukhari (in arabo نورالدين بخاري‎?; Rotterdam, 30 giugno 1980) è un allenatore di calcio ed ex calciatore marocchino, di ruolo centrocampista, vice allenatore dello Sparta Rotterdam.

## Biografia
È stato il patrigno che ha cresciuto Noa Lang, anch'egli calciatore professionista oltreché rapper.

## Carriera
Benché nato in Olanda, ha optato per giocare nella Nazionale marocchina, con la quale ha partecipato alla Coppa d'Africa 2002.

## Palmarès

### Club
- Coppa dei Paesi Bassi: 1

Ajax: 2005-2006
- Supercoppa dei Paesi Bassi: 2

Ajax: 2002, 2005